# Hospital
Pour plus de détails, voir Fiche technique et Distribution.
Hospital est un film documentaire américain de Frederick Wiseman sorti en 1970. Le film montre la vie quotidienne du Metropolitan Hospital à New York.

## Synopsis
Frederick Wiseman filme plus particulièrement les activités du service des urgences. À travers différentes situations, il montre comment la disponibilité des équipements, l'expertise médicale, les problèmes d'organisation et la communication entre les membres de l'équipe médicale conditionnent les soins donnés aux patients.

## Fiche technique
- Titre : Hospital
- Réalisation : Frederick Wiseman
- Prise de vue : Willam Brayne
- Ingénieur du son : Dirk Vorisek
- Genre : documentaire
- Durée : 84 minutes
- Date de sortie aux  États-Unis : 2 février 1970

## Distribution
- Eugene Friedman : lui-même (sous le nom de Dr Eugene Friedman M.D.)
- Stanley Friedman : lui-même (sous le nom de Dr Stanley Friedman M.D.)
- Robert Schwartz : lui-même (sous le nom de Dr Robert Schwartz M.D.)

## Distinctions
En 1970, le film a gagné deux Emmy Awards pour le meilleur film documentaire et le meilleur réalisateur.
Ce film a été sélectionné en 1994 par le National Film Preservation Board pour conservation à la Bibliothèque du Congrès aux États-Unis dans le National Film Registry.